# Monumenta

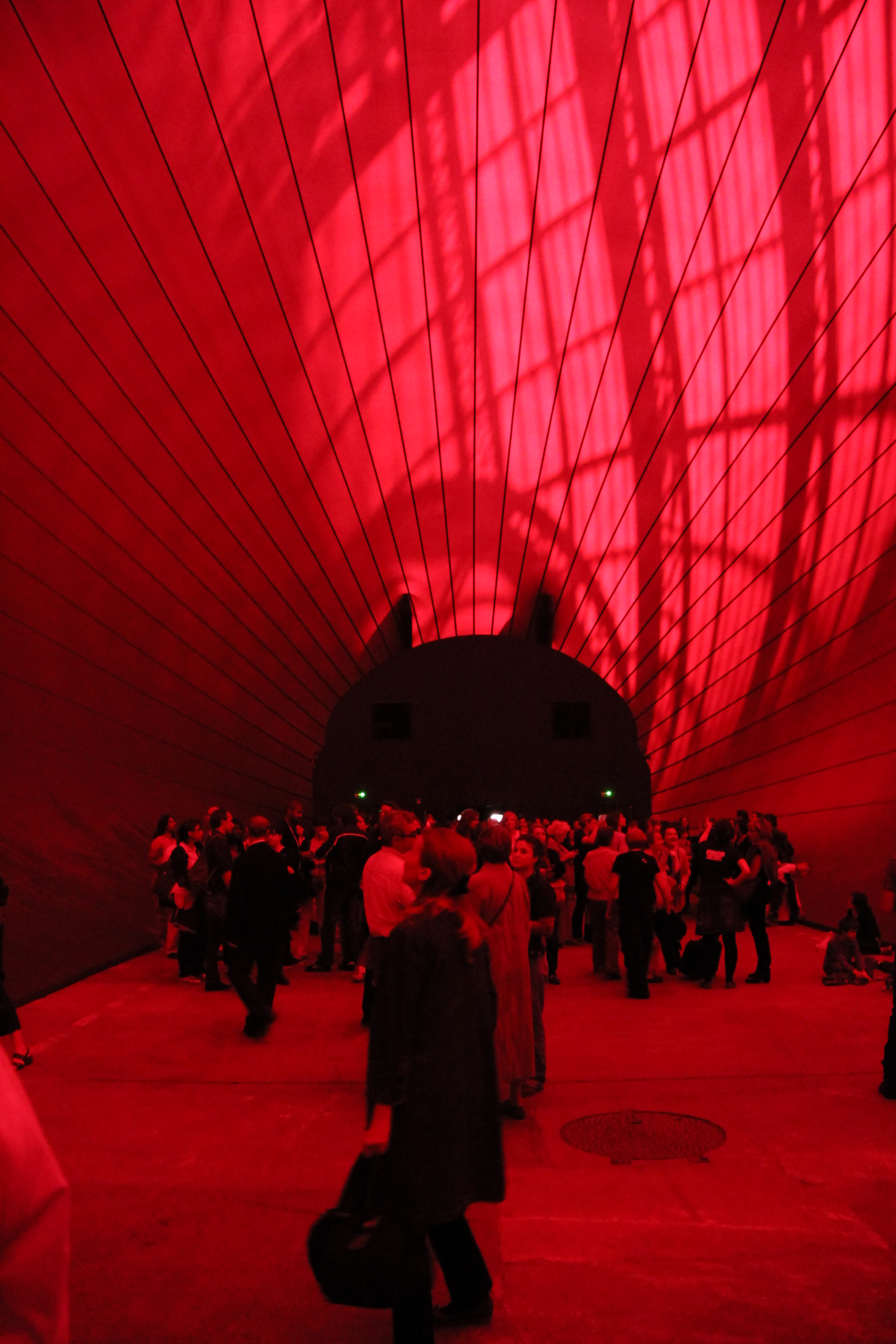
Anish Kapoor: Leviathan (2011), widok wnętrza

Monumenta – wystawa sztuki współczesnej, która odbywa się w nieregularnych odstępach czasu w głównej nawie Grand Palais w Paryżu. Pierwsza wystawa z cyklu odbyła się w 2007 r. Organizatorem jest francuskie Ministerstwo Kultury we współpracy z Narodowym Centrum Sztuk Pięknych (Centre national des arts plastiques CNAP) oraz instytucjami opiekującymi się programem wystawienniczym Grand Palais.
Do indywidualnych realizacji zapraszani są artyści światowej sławy. Do dyspozycji otrzymują rzadko spotykaną skalę przestrzeni wystawienniczej, czyli 13 500 m² oraz 45 m wysokości w centralnej części hali.

## Realizacje
- Anselm Kiefer (2007)

Na instalację Falling Stars składało się wiele elementów. W specjalnie zbudowanych 7 budowlach/galeriach, z których każda miała swoją nazwę i myśl przewodnią, prezentowane były prace artysty. Kiefer wystawił swoje prace malarskie, rysunkowe, rzeźby, instalacje oraz specjalnie przygotowane na tę okazję wielkoformatowe obrazy. Ponadto zbudowane zostały trzy betonowe wieże na wzór konstrukcji z prywatnej posiadłości artysty, z których jedna zaaranżowana została jako ruina.
- Richard Serra (2008)

Aranżacja zatytułowana Promenade składała się z 5 stalowych płyt o wymiarach 17 x 4 m ważących 73 tony każda. Założeniem artysty było stworzenie sytuacji minimalnej, w której widz mógłby odczuwać sztukę bezpośrednio, bez teoretycznego przygotowania. Służyć tej idei miała prostota realizacji. Ustawione w regularnych odstępach płyty tworzyły rytmiczny obraz dopełniony przesuwającymi się cieniami przeszklonego sklepienia.
- Christian Boltanski (2010)

Na instalację Personnes składały się: witająca widza i odgradzająca na wstępie ściana zbudowana z ponumerowanych metalowych puszek, wysokiego na kilkanaście metrów stosu ubrań z regularnie przerzucającym je dźwigiem oraz pola starannie podzielonego na równej wielkości 69 prostokątów, na których spoczywały stosy anonimowych ubrań. Pola te były wyznaczone przez metalowe słupy, oświetlone wiszącymi nisko nad nimi neonami. Z zawieszonych na słupach głośników dobywały się odgłosy bijących serc. Ostatnia część zajmowała całą przestrzeń nawy poprzecznej, wielkości około dwóch hektarów. Realizacja ta często jest wbrew założeniom autora interpretowana jako bezpośrednie nawiązanie do tragedii holokaustu.
- Anish Kapoor (2011)

W tej edycji artysta zaoferował tylko jeden obiekt: olbrzymią czerwoną konstrukcję, wypełniającą całą przestrzeń Grand Palais. Tytułowy Leviathan to gumowy wypełniony powietrzem twór składający się z czterech okrągłych sal połączonych korytarzami. Wchodząc do hali, widz znajdował się od razu wewnątrz konstrukcji, skąd mógł podziwiać zarys architektury pałacu przebijający przez cienką, napiętą powierzchnię balonu. Dopiero po przejściu całości jedno z wyjść prowadziło do ostatniej części hali wystawowej, niewypełnionej Leviathanem. Z tej perspektywy można było ocenić monumentalność tej instalacji. Największy dmuchany „pokój” sięgał najwyższej kopuły na wysokości około 45 metrów. Realizacja ta inspirowana była koncepcją Thomasa Hobbesa, w której ten angielski filozof porównywał współczesne mu metropolie do olbrzymiej mitycznej istoty. Praca dedykowana była natomiast chińskiemu artyście – Ai Weiwei, który w tym czasie przebywał w chińskim areszcie bez postawionych zarzutów.
- Daniel Buren (2012)

W pracy zatytułowanej Excentrique(s) artysta wypełnił całą halę poziomo ulokowanymi kołami z kolorowej folii. Folie te rozpięte były na stalowych obręczach, unoszących się nad głowami widzów dzięki pionowym wspornikom. Dokonane przez artystę wybory oparte były na zastanych minimalnych czynnikach: kolory kół to jedyne dostępne 4 wzory tego materiału (czerwony, pomarańczowy, niebieski, zielony), pionowe sześcienne wsporniki pomalowane były naprzemiennie biało lub czarno a wysokość konstrukcji determinowała minimalna dopuszczalna wysokość sufitów w paryskich mieszkaniach. Za dnia widzowie mogli oglądać zmieniające się kolory konstrukcji sklepienia Grand Palais jak w kalejdoskopie. Wieczorem natomiast światło dobiegające znad konstrukcji tworzyło kolorowy wzór na podłodze. W centrum hali na posadzce pod główną kopułą umieszczonych było kilka okrągłych luster, po których można było chodzić. Widzowie dzięki tym obiektom mogli obserwować całość instalacji z innej perspektywy, samych siebie oraz ostatni element tej pracy – szklane okna sklepienia zamienione na przezroczysto-niebieski wzór.
- Emilia i Ilya Kabakov (2014)

Para artystów zdecydowała się wykorzystać ogrom hali, by zbudować w niej Dziwne miasto (Strange City). To kompleks czystych – białych budowli o surrealistyczo-fantastycznym zabarwieniu. Na miasto składało się wiele obiektów, z których najważniejszą rolę grało 5 tematycznych budowli (w tym m.in. dwie kaplice i muzeum) oraz wzorzysta, zmieniająca kolory szklano-stalowa muszla zaprojektowana w charakterze XIX-wiecznej rozety. Ta ostatnia zawieszona była na stalowych linach tak, jakby był to skierowany w stronę miasta wielki głośnik gramofonowy. Wszystkie elementy miasta trzymały się własnych reguł proporcji, Dzięki temu zmieniająca się skala obiektów i postaci oraz wzajemnych relacji stanowiła dla zwiedzających Dziwne miasto widzów fantastyczny element.
- Huang Yong Ping (2016)

Chiński artysta w pracy zatytułowanej Empires (Imperia) postawił na symbolizm. Monumentalne bloki transportowych kontenerów oznaczone były różnymi językami świata. Symbolizować miały proces globalizacji, konsumpcjonizm oraz zróżnicowanie kulturowe współczesnego świata. Wokół kontenerów wił się aluminiowy szkielet węża symbolizujący „dolinę” oraz „dym” – nawiązując do doliny z dzieciństwa artysty, która za jego życia przekształciła się w okręg przemysłowy. Pomiędzy kontenerami wisiała wielka asfaltowa replika napoleońskiego kapelusza (bikornu). Wraz z flagą francuską zwieńczającą szczyt wieży z kontenerów stanowiły nawiązanie do historii francuskiego kolonializmu.